# La Plaine (Maine-et-Loire)
La Plaine ist eine französische Gemeinde mit 892 Einwohnern (Stand: 1. Januar 2022) im Département Maine-et-Loire in der Region Pays de la Loire. Sie gehört zum Arrondissement Cholet und ist Mitglied im Gemeindeverband Cholet Agglomération. Die Einwohner werden Plainais und Plainaises genannt.
Die Gemeinde erhielt 2023 die Auszeichnung „Zwei Blumen“, die vom Conseil national des villes et villages fleuris (CNVVF) im Rahmen des jährlichen Wettbewerbs der blumengeschmückten Städte und Dörfer verliehen wird.

## Geografie

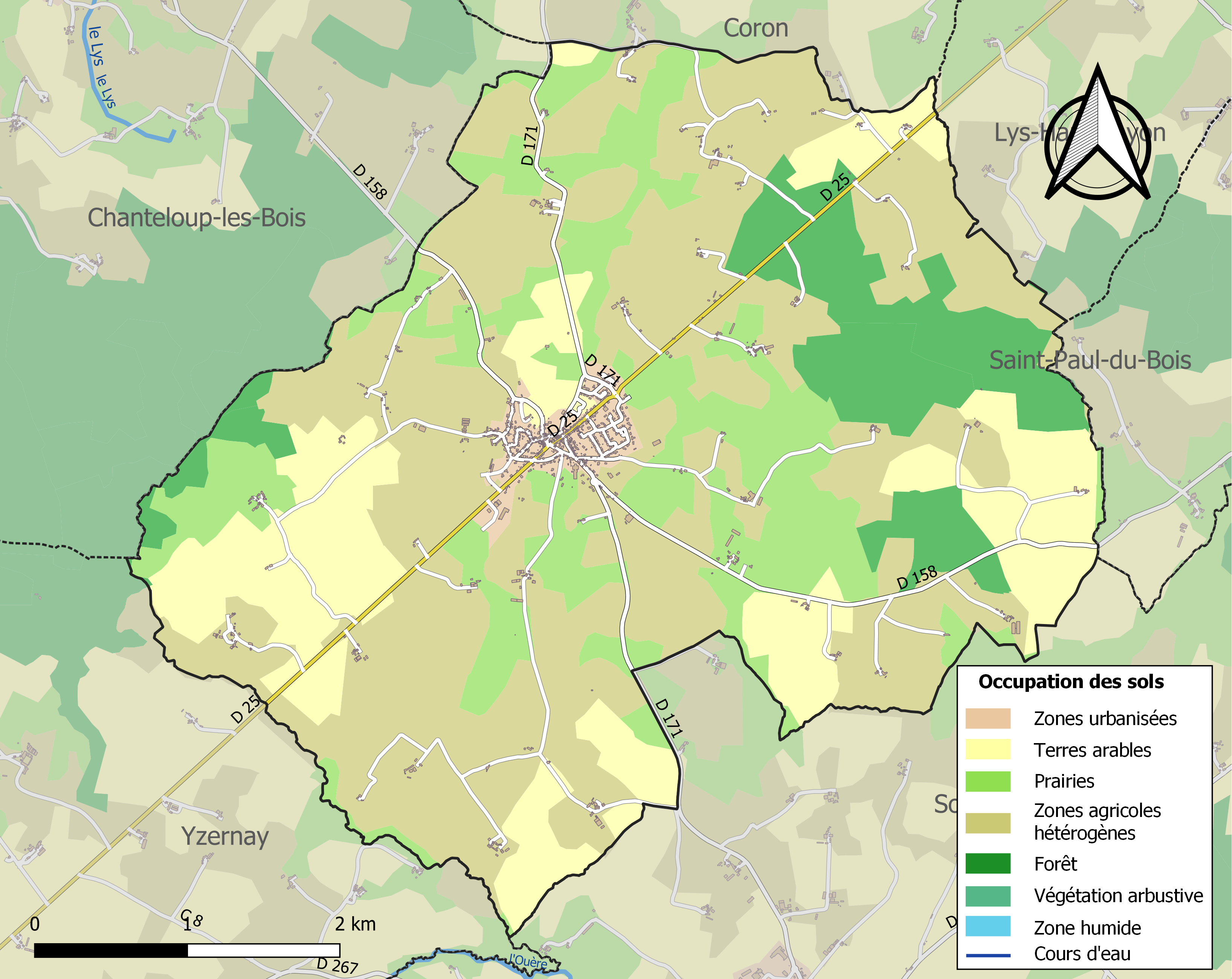
Bodennutzung und Infrastruktur der Gemeinde (2018)

La Plaine liegt etwa 19 Kilometer östlich von Cholet und etwa 45 Kilometer südsüdwestlich von Angers in der Région naturelle Mauges und im Südwesten  der historischen Provinz Anjou. Die Gemeinde befindet sich im Einzugsgebiet der Loire und wird vom Ruisseau de l’Étang de Croix, einem Nebenfluss der Ouère, und von verschiedenen kleineren Bächen entwässert. Auf dem Gemeindegebiet befinden sich mehrere kleinere Wasserflächen, darunter der Étang de la Bousselière im Norden und der Étang de la Thibautière südlich des Zentrums.
Teile des Gebiets von La Plaine gehören zu den ZNIEFF-Naturzonen „Massif forestier de Nuaille-Chanteloup“ (520004464), „Bois de la Gaubretière“ (520012921) und „Étang de la Thibautière“ (520004462). Etwa 87 % der Fläche der Gemeinde werden landwirtschaftlich genutzt, etwa 11 % sind bewaldet, insbesondere im Osten der Gemeinde.
Umgeben wird La Plaine von den Nachbargemeinden Coron im Norden, Lys-Haut-Layon im Nordosten, Saint-Paul-du-Bois im Osten, Somloire im Süden und Südosten, Yzernay im Südwesten sowie Chanteloup-les-Bois im Westen und Nordwesten.

## Bevölkerungsentwicklung

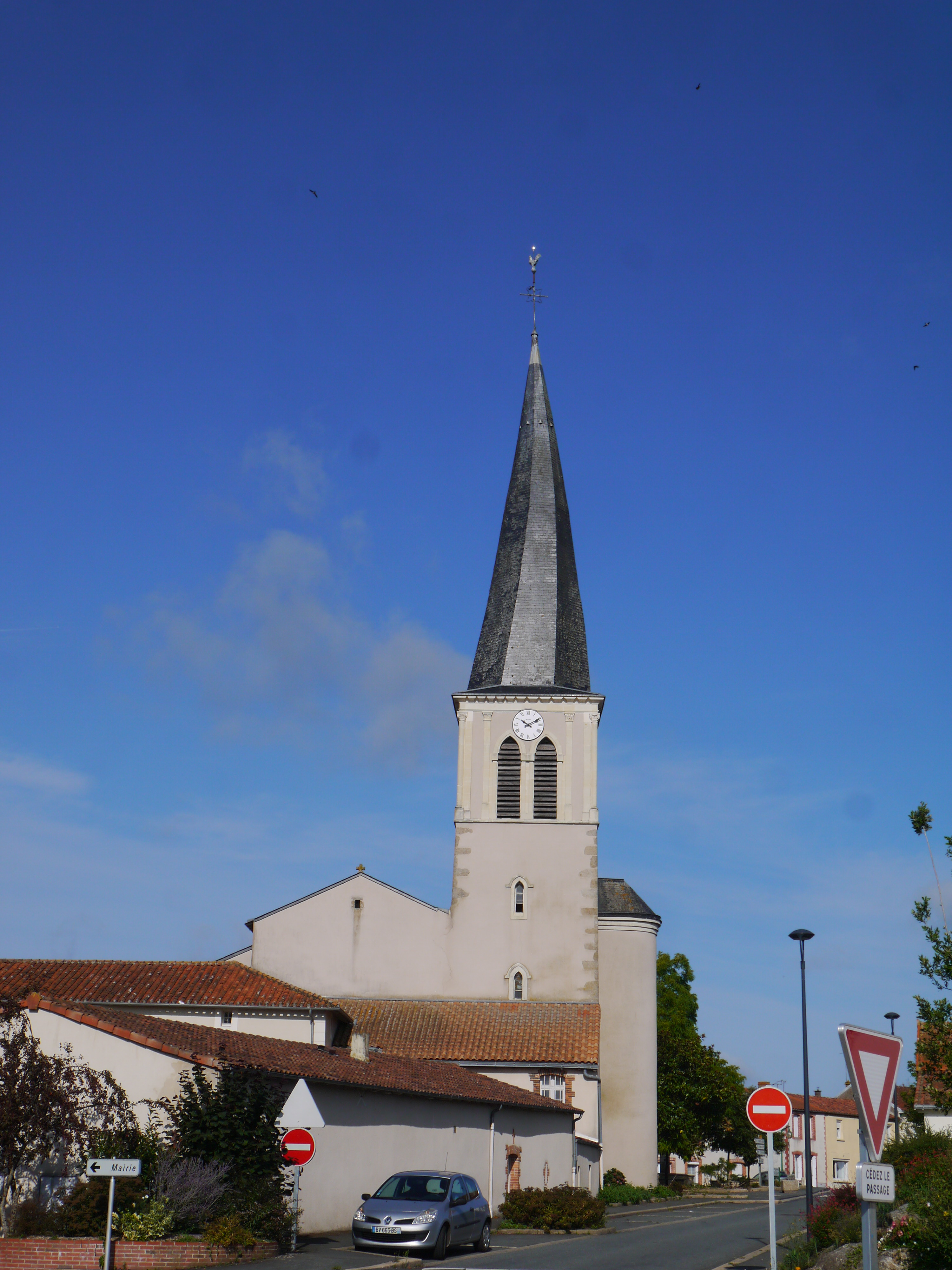
Kirche Saint-Gervais-Saint-Protais

| La Plaine: Einwohnerzahlen von 1793 bis 2020                                                                               | La Plaine: Einwohnerzahlen von 1793 bis 2020 | La Plaine: Einwohnerzahlen von 1793 bis 2020 | La Plaine: Einwohnerzahlen von 1793 bis 2020 | La Plaine: Einwohnerzahlen von 1793 bis 2020 |
| --- | -------------------------------------------- | -------------------------------------------- | -------------------------------------------- | -------------------------------------------- |
| Jahr |                                              |                                              |                                              | Einwohner                                    |
| 1793 | 1793                                         |                                              | 1.190                                        | 1.190                                        |
| 1800 | 1800                                         |                                              | 716                                          | 716                                          |
| 1806 | 1806                                         |                                              | 842                                          | 842                                          |
| 1821 | 1821                                         |                                              | 1.008                                        | 1.008                                        |
| 1831 | 1831                                         |                                              | 976                                          | 976                                          |
| 1836 | 1836                                         |                                              | 930                                          | 930                                          |
| 1841 | 1841                                         |                                              | 1.000                                        | 1.000                                        |
| 1846 | 1846                                         |                                              | 1.032                                        | 1.032                                        |
| 1851 | 1851                                         |                                              | 1.071                                        | 1.071                                        |
| 1856 | 1856                                         |                                              | 1.113                                        | 1.113                                        |
| 1861 | 1861                                         |                                              | 1.112                                        | 1.112                                        |
| 1866 | 1866                                         |                                              | 1.114                                        | 1.114                                        |
| 1872 | 1872                                         |                                              | 1.120                                        | 1.120                                        |
| 1876 | 1876                                         |                                              | 1.131                                        | 1.131                                        |
| 1881 | 1881                                         |                                              | 1.131                                        | 1.131                                        |
| 1886 | 1886                                         |                                              | 1.072                                        | 1.072                                        |
| 1891 | 1891                                         |                                              | 1.049                                        | 1.049                                        |
| 1896 | 1896                                         |                                              | 987                                          | 987                                          |
| 1901 | 1901                                         |                                              | 1.023                                        | 1.023                                        |
| 1906 | 1906                                         |                                              | 941                                          | 941                                          |
| 1911 | 1911                                         |                                              | 857                                          | 857                                          |
| 1921 | 1921                                         |                                              | 749                                          | 749                                          |
| 1926 | 1926                                         |                                              | 756                                          | 756                                          |
| 1931 | 1931                                         |                                              | 760                                          | 760                                          |
| 1936 | 1936                                         |                                              | 779                                          | 779                                          |
| 1946 | 1946                                         |                                              | 766                                          | 766                                          |
| 1954 | 1954                                         |                                              | 754                                          | 754                                          |
| 1962 | 1962                                         |                                              | 739                                          | 739                                          |
| 1968 | 1968                                         |                                              | 729                                          | 729                                          |
| 1975 | 1975                                         |                                              | 707                                          | 707                                          |
| 1982 | 1982                                         |                                              | 787                                          | 787                                          |
| 1990 | 1990                                         |                                              | 817                                          | 817                                          |
| 1999 | 1999                                         |                                              | 811                                          | 811                                          |
| 2006 | 2006                                         |                                              | 920                                          | 920                                          |
| 2013 | 2013                                         |                                              | 1.029                                        | 1.029                                        |
| 2020 | 2020                                         |                                              | 1.000                                        | 1.000                                        |
| Quelle(n): EHESS/Cassini bis 1999, INSEE ab 2006 Anmerkung(en): Ab 1962 offizielle Zahlen ohne Einwohner mit Zweitwohnsitz |                                              |                                              |                                              |                                              |

## Sehenswürdigkeiten
- Kirche Saint-Gervais-Saint-Protais mit Glockenturm mit einem spiralförmigen Helm

## Verkehr
La Plaine liegt abseits größerer Verkehrsachsen. Die Departementsstraße D 25 verbindet das Zentrum der Gemeinde mit Lys-Haut-Layon im Nordosten und mit Maulévrier über Yzernay im Südwesten. Die Departementsstraße D 171 führt nach Nueil-les-Aubiers über Somloire im Süden. Weitere nachgeordnete Departementsstraßen verbinden La Plaine mit weiteren Nachbargemeinden. Eine Buslinie der Transportgesellschaft Choletbus des Gemeindeverbands verbindet die Gemeinde mit Cholet.